# 원주휴게소
원주휴게소(原州休憩所 / Wonju Service Are)는 강원특별자치도 원주시 호저면 춘천방향 휴게소의 주소는 강원특별자치도 원주시 호저면 마근거리길 120, 부산방면에 위치한 휴게소는 강원특별자치도 원주시 호저면 마근거리길 마근거리길 110이다. 중앙고속도로의 휴게소이다. 양방향 휴게소가 존재한다.

## 시설
- 주차장
- 휴게소 내 편의시설 : 수유실
- 종합안내소
- 현금 자동 입출금기
- 브랜드매장 : 이마트24, 던킨도너츠
- 아웃도어매장
- 주유소 : S-OIL
- 전기차충전소

- 주차장
- 휴게소 내 편의시설 : 수유실
- 종합안내소
- 브랜드매장 : 이마트24, 탐앤탐스
- 현금 자동 입출금기
- 주유소 : HD현대오일뱅크 (LPG충전소)
- 전기차충전소

## 전후
춘천 방향
- 북원주 나들목 ← 원주휴게소 ← 횡성 나들목
- 치악휴게소 ← 원주휴게소 ← 홍천강휴게소

부산 방향
- 북원주 나들목 → 원주휴게소 → 횡성 나들목
- 치악휴게소 → 원주휴게소 → 홍천강휴게소